# André Louf-Decramer
André Louf, auteursnaam André Louf-Decramer, (Nieuwkerke, 5 augustus 1906 - Kortrijk, 13 december 1976) was een Vlaams dichter.

## Levensloop
André Louf doorliep de humaniora aan het Sint-Amandscollege te Kortrijk en promoveerde tot doctor in de rechten (1930) aan de Katholieke Universiteit Leuven.
Hij trouwde, tijdens zijn studies, in 1928 met de Nieuwkerkse onderwijzeres Elvire Decramer (1908-1971) en ze kregen twee dochters en een zoon:
- Jacques Louf (1929-2010), die onder de kloosternaam André binnentrad bij de trappisten op de Katsberg en er van 1963 tot 1997 abt was.
- Maria Louf (1931-2009), die advocaat werd en trouwde met advocaat Willy De Smet (1928), die zijn loopbaan als magistraat eindigde in het ambt van eerste voorzitter van het hof van beroep in Gent en voorzitter van het Hoog Comité van Toezicht.
- Lieve Louf, die advocaat werd en trouwde met advocaat Paul d'Hoest, die zijn loopbaan als magistraat eindigde in het ambt van vrederechter van het tweede kanton in Brugge,

Na advocaat te zijn geweest aan de balie van Brugge (1930-1932) werd André Louf pleitbezorger en oefende dit beroep uit tot aan de afschaffing ervan in 1969. Hij keerde toen naar Nieuwkerke-Heuvelland terug en begon aan een late schrijversloopbaan.
Zijn eerste dichtbundel publiceerde hij onder de schuilnaam Jaap van den Iepe. De literaire criticus E. Janssen schreef er over: Kosmische stemmingsgedichten zou men zeggen, kleine landschappen en vluchtige dagmomenten, met altijd daarin het hunkerend besef van de reeds begonnen eeuwigheid. Voor het dozijn dichtbundels dat vervolgens vanaf 1972 op vijf jaar tijd verscheen, nam hij 'Louf-Decramer' als auteursnaam. Vaak waren het gedichten gewijd aan zijn overleden echtgenote.
In zijn poëzie, klassiek van vorm, gaf hij getuigenis van zijn liefde voor alles wat zijn leven sublimeerde.

## Publicaties
- Scherven schoonheid, 1970.
- Eeuwige Pool I, 1972.
- Eeuwige Pool II.
- Eeuwige Pool III.
- Avondzangen I.
- Avondzangen II.
- Voor uw Aanschijn I.
- Voor uw Aanschijn II.
- Voor uw Aanschijn III.
- Oorlogskerkhovenland I.
- Oorlogskerkhovenland II.
- Oorlogskerkhovenland III, 1976.